# أبرق الكبريت
أبرق الكبريت هو مركز إداري سعودي تابع لمحافظة الخفجي التابعة للمنطقة الشرقية من المملكة العربية السعودية. يبعد المركز عن مدينة الخفجي قرابة 60 كيلو مترا في اتجاه الغربي. معرّفها هو الأمير فهد بن فالح بن مبارك بن مانع الملعبي العازمي.
وتتميز المنطقة في فصل الربيع. ويكثر روادها رغبة في التنزة والاستمتاع بالأجواء الربيعية.
وتتميز بتربتها الصالحة للزراعة وهي منطقة حدودية بين السعودية والكويت وكانت سابقا مركزا حدوديا تابعا للسعودية يرأسه ابن ودمان.